# Ferdinand ze Šternberka
Ferdinand ze Šternberka zvaný šílený (německy Ferdinand von Sternberg, † kolem roku 1590, Zelená Hora) byl český šlechtic z konopišťské větve rodu Šternberků. On a jeho bratr Ondřej trpěli duševní chorobou.

## Život

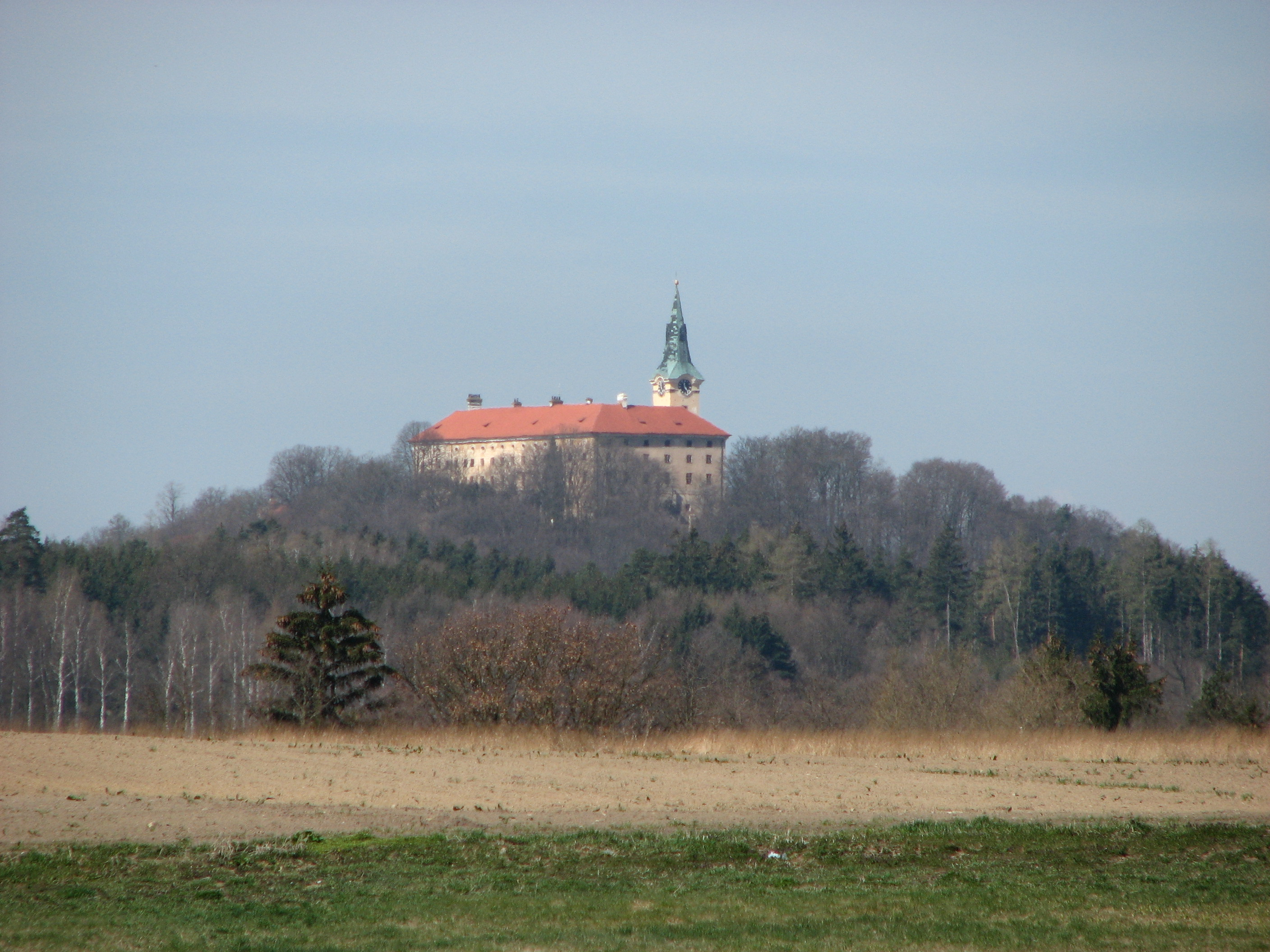
Zámek Zelená Hora

Narodil se jako nejstarší syn Ladislava (Lacka) ze Šternberka († 1566), majitele zelenohorského panství a jeho manželky Kateřiny z Lokšan (1530–1590). Měl mladší bratry Albrechta († 1563), Jiřího, Ondřeje († 1625) a Ladislava/Lacka († asi 1615) a sestru Marii. Ondřej a Ferdinand zřejmě po otci trpěli duševní chorobou, proto byli jejich poručníky jejich bratři Jiří, resp. Lacek. 
Ferdinandova matka Kateřina byla sestřenice Filipíny Welserové z Cimburka, první manželky arcivévody Ferdinanda II. Tyrolského a byla též kmotrou několika jejích dětí z tajného manželství s arcivévodou. Kateřina byla údajně lakomá a sebestředná. Své děti, kromě Lacka, vychovávala v duchu protestantské víry. Po smrti manžela Ladislava ještě dvakrát provdala. Jedním z jejích manželů se v roce 1567 stal český politik Jiří Popel z Lobkovic. Roku 1590 ji pak zabil její vlastní syn Ferdinand v záchvatu šílenství. 
Ferdinand propadal občasným záchvatům zuřivosti. V jednom takovém záchvatu se 6. května 1590 v pražském lLobkovickém paláci pokusil o sebevraždu a matku, která se mu v ní snažila zabránit, při tom smrtelně poranil. Ta několik hodin poté skonala. 
Po této tragické události byl Ferdinand vsazen do okovů a svým bratrem Jiřím převezen na Zelenou Horu, kde byl uvržen do stísněné sklepní kobky bez oken, kde brzy nato skonal. Existují pověsti jeho neklidné duši, která se v nočních hodinách potuluje po zámku.

### Manželství a potomstvo
Ferdinand ze Šternberka byl ženatý s Annou z Lobkovic. Z jejich manželství se narodila dcera Eva.
Manželka Anna zemřela brzy po svém manželovi a také jejich dcera Eva zřejmě zemřela v útlém věku. Ani ostatní z Ferdinandových sourozenců nezanechali pokračovatele rodu v této linii.